# Aldea Real
Aldea Real település Spanyolországban, Segovia tartományban. Aldea Real Aguilafuente, Escalona del Prado, Mozoncillo, Carbonero el Mayor, Pinarnegrillo és Fuentepelayo községekkel határos. Lakosainak száma 287 fő (2024).

## Népesség
A település népessége az elmúlt években az alábbi módon változott:
| Lakosok száma | 400  | 383  | 365  | 353  | 343  | 341  | 310  | 282  | 283  | 287  |
|               | 2001 | 2004 | 2007 | 2009 | 2012 | 2014 | 2017 | 2019 | 2022 | 2024 |